# Clara Basiana
Clara Basiana (Barcelona, 23 de janeiro de 1991) é uma nadadora sincronizada espanhola, medalhista olímpica. 

## Carreira
Clara Basiana representou seu país nos Jogos Olímpicos de 2012, ganhando a medalha de bronze por equipes em Londres.